# Excès de confiance
Pour le film homonyme, voir Excès de confiance (film).
L'effet d'excès de confiance ou surconfiance est un biais cognitif bien établi qui se manifeste lorsque la confiance subjective d'une personne dans ses jugements dépasse systématiquement l'exactitude objective de ces jugements, surtout lorsque la confiance est élevée,. L'excès de confiance est un exemple de mauvaise calibration des probabilités subjectives. Dans la littérature de recherche, l'excès de confiance est défini de trois manières distinctes : surestimation des performances réelles, surévaluation des performances par rapport aux autres et certitude démesurée qui exprime une confiance injustifiée dans l'exactitude de croyances.
La méthode la plus couramment utilisée pour étudier l'excès de confiance consiste à interroger les individus sur le degré de conviction qu'ils ont dans leurs propres croyances ou dans l'exactitude de leurs réponses. Les données montrent que leur taux de confiance dépasse systématiquement le taux d'exactitude de leurs jugements, ce qui indique qu'ils sont plus certains d'avoir raison qu'ils ne le devraient. Si la confiance humaine était parfaitement calibrée, les jugements faits avec 100 % de confiance seraient exacts à 100 % du temps, ceux faits avec 90 % de confiance seraient exacts à 90 % du temps, et ainsi de suite pour les autres degrés de confiance. Pourtant, la recherche démontre que la confiance dépasse l'exactitude lorsque les sujets répondent à des questions difficiles sur un sujet qui leur est peu familier. Par exemple, lors d'un test d'orthographe, les participants ont donné environ 80 % de bonnes réponses, alors qu'ils affichaient une certitude démesurée en se déclarant sûrs d'eux à 100 %. En d'autres termes, le taux d'erreur était de 20 % alors que les sujets s'attendaient à ce qu'il soit de 0 %. Dans une série d'études où les participants répondaient par vrai ou faux à des énoncés de connaissances générales, ils étaient trop confiants à tous les niveaux. Lorsqu'ils étaient certains à 100 % de leur réponse, ils se trompaient 20 % du temps.

## Différents types d’excès de confiance

### Surestimation
L'un des aspects de l'effet d'excès de confiance se manifeste par la tendance à surestimer ses jugements ou ses performances. Cette forme d'excès de confiance met l'accent sur la certitude que l'on ressent quant à ses propres capacités, performances, degré de maîtrise ou chance de réussite. Ce phénomène est le plus susceptible de se produire lors de la réalisation de tâches difficiles, lorsque l'échec est probable ou lorsque la personne chargée de l'évaluation n'est pas particulièrement compétente. La surestimation a été observée dans d'autres domaines que ceux liés à sa propre performance, notamment dans l'illusion de maîtrise et l'illusion de planification.

#### Illusion de maîtrise
L'illusion de maîtrise décrit la tendance des individus à se comporter comme s'ils étaient aux commandes ou comme s'ils dominaient une situation alors qu'en réalité ils la maîtrisent pas. Cependant, on n'a pas démontré que les gens surestiment systématiquement leur degré de maîtrise. Lorsqu'ils dominent réellement une situation donnée, les individus ont plutôt tendance à sous-estimer leur degré de maîtrise.
Lorsque nous avons ce sentiment de contrôle, nous avons tendance à croire plus facilement en certaines informations, qui se révèlent plus ou moins fausses. C'est le cas avec les Fake news, nous accordons une confiance trop importante en les médias sociaux.

#### Illusion de planification
L'illusion de planification décrit la tendance des personnes à surestimer leur rythme de travail ou à sous-estimer le temps nécessaire pour accomplir des tâches. Elle est plus prononcée pour les tâches longues et complexes et disparaît ou s'inverse pour les tâches simples qui sont rapides à réaliser.

#### Preuves contraires
Les effets de souhait, dans lesquels les gens surestiment la probabilité d'un événement en raison de son caractère désirable, sont relativement rares. Cela peut être dû en partie au fait que les gens adoptent un pessimisme défensif avant des résultats importants, dans le but de réduire la déception qui suit des prédictions trop optimistes.

### Certitude démesurée
La certitude démesurée (ou excès de précision) se caractérise par une confiance excessive dans le fait de connaître la vérité. Pour les études, consultez Harvey (1997) ou Hoffrage (2004),. Une grande partie des preuves de certitude démesurée provient d'études dans lesquelles les participants sont interrogés sur leur confiance dans l'exactitude d'éléments individuels. Ce paradigme, bien qu'utile, ne permet pas de distinguer surestimation et certitude démesurée ; ces deux notions se confondent dans ces jugements de confiance. Cependant, dans d'autres cas, il est possible de les différencier. Après avoir effectué une série de jugements de confiance sur des éléments, si les gens essaient d'estimer le nombre d'éléments exacts, ils n'ont pas tendance à surestimer systématiquement leurs scores. En fait, la moyenne de leurs jugements de confiance dépasse le nombre d'éléments exacts qu'ils prétendent avoir obtenus. Une explication possible est que leur certitude démesurée a gonflé leurs jugements de confiance, et que leurs jugements ne démontrent pas une surestimation systématique.

#### Intervalle de confiance
Les preuves les plus solides de la confiance excessive proviennent d'études dans lesquelles les participants sont invités à évaluer l'exactitude de leurs connaissances en spécifiant un intervalle de confiance de 90 % autour des estimations de quantités spécifiques. Si les personnes étaient parfaitement calibrées, leurs intervalles de confiance à 90 % incluraient la bonne réponse dans 90 % des cas. En réalité, les taux de réussite sont souvent aussi bas que 50 %, ce qui suggère que les gens ont rétréci leurs intervalles de confiance de manière excessive, ce qui signifie qu'ils imaginent leurs que connaissances sont plus exactes qu'elles ne le sont en réalité.

### Surévaluation
La surévaluation (ou surclassement) est la manifestation la plus prédominante de l'effet de surestimation. Elle se caractérise par la croyance erronée selon laquelle on est meilleur que les autres. Les gens se surévaluent ou se surclassent lorsqu’ils se croient supérieurs aux autres ou au-dessus de la moyenne. La surévaluation se produit le plus fréquemment dans le cadre de tâches simples, que l'on estime faciles à accomplir.

#### Effets de supériorité à la moyenne
L'une des constatations les plus célèbres concernant cette tendance à se croire au-dessus de la moyenne est l'étude de Svenson (1981) qui révèle que 80 % des conducteurs américains estiment être meilleurs que la médiane. On surnomme souvent cet phénomène « effet Lake Wobegon » en référence à la ville imaginaire créée par Garrison Keillor où « tous les enfants sont au-dessus de la moyenne ». La surévaluation a également été observée dans de nombreux autres contextes. Cependant, Kruger a démontré que cet effet est limité aux tâches faciles souvent menées à bien ou lorsque les individus se sentent compétents. En revanche, pour les tâches difficiles, l'effet s'inverse et les personnes estiment être moins compétentes que les autres.

#### Effets d'optimisme comparatif
Certains chercheurs affirment que les individus ont tendance à penser que de bonnes choses ont plus de chances de leur arriver qu'aux autres, tandis que les événements négatifs sont moins susceptibles de s'abattre sur eux que sur les autres. Cependant, d'autres ont souligné que les recherches antérieures avaient tendance à se concentrer sur des résultats positifs courants (comme posséder sa propre maison) et des résultats négatifs rares (comme être frappé par la foudre),,. La fréquence des événements joue un rôle dans une partie des résultats antérieurs sur l'optimisme comparatif. Les individus estiment que les événements courants (comme vivre au-delà de 70 ans) ont plus de chances de se produire pour eux que pour les autres, tandis que les événements rares (comme vivre au-delà de 100 ans) ont moins de chances de se produire pour eux que pour les autres.

#### Illusions positives
Taylor et Brown (1988) soutiennent que les individus s'accrochent à des croyances excessivement positives à leur égard, à des illusions de maîtrise et à une fausse supériorité, car cela les aide à faire face et à prospérer. Bien qu'il existe certaines preuves que des croyances optimistes sont corrélées à de meilleurs résultats dans la vie, la plupart des recherches documentant ces liens sont susceptibles d'être remises en question par l'explication selon laquelle leurs prévisions sont exactes.

## Implications pratiques
Le psychologue social Scott Plous a écrit : « Aucun problème de jugement et de prise de décision n'est plus répandu et potentiellement catastrophique que l'excès de confiance. » Daniel Kahneman a souligné ceci : « Les professionnels en excès de confiance croient sincèrement qu'ils ont de l'expertise. Ils agissent en experts et ressemblent à des experts. Il faut s'efforcer de ne jamais oublier qu'ils sont peut-être en proie à une illusion ».
Le biais d'excès de confiance a été tenu responsable de procès, de grèves, de guerres, de mauvaises acquisitions d'entreprises et de bulles ou krachs boursiers.
Des grèves, des procès et des guerres pourraient découler d'une surévaluation. Si les plaignants et les défendeurs ont tendance à croire qu'ils sont plus méritants, plus justes et plus vertueux que leurs adversaires juridiques, cela pourrait expliquer la persistance de conflits juridiques inefficaces. Si les entreprises et les syndicats ont tendance à croire qu'ils sont plus forts et plus légitimes que l'autre partie, cela peut contribuer à la prolongation des mouvements de grève. Si les nations ont tendance à croire que leurs forces militaires sont plus puissantes que celles des autres nations, cela peut expliquer leur volonté de recourir à la guerre.
La certitude démesurée peut avoir des conséquences lourdes dans les domaines de l'investissement et du commerce sur le marché boursier. Il est difficile d'expliquer, sur la base de la théorie classique de la finance, pourquoi il y a autant de transactions sur le marché boursier si les traders sont entièrement rationnels selon le modèle bayésien. La certitude démesurée propose une explication plausible. Si les acteurs du marché sont démesurément certains de l'exactitude de leurs estimations de la valeur d'un actif, alors ils seront démesurément enclins à effectuer des transactions avec ceux qui détiennent des informations différentes des leurs.
Oskamp (1965) a réalisé des tests sur des groupes de psychologues cliniciens et d'étudiants en psychologie, les soumettant à une tâche à choix multiple dans laquelle ils devaient tirer des conclusions à partir d'une étude de cas. Les sujets ont attribué une cote de confiance à leurs réponses sous la forme d'un pourcentage de probabilité d'exactitude. Cela a permis de comparer leur taux de confiance à leur taux d'exactitude. À mesure que les sujets recevaient davantage d'informations sur l'étude de cas, leur confiance augmentait de 33 % à 53 %. Cependant, leur taux d'exactitude n'a pas connu d'amélioration significative, restant inférieure à 30 %. Ainsi, cette expérience a démontré que la confiance excessive augmente à mesure que les sujets disposent d'informations pour fonder leur jugement.
Même s'il n'y a pas de tendance générale à l'excès de confiance, les dynamiques sociales et la sélection adverse pourraient potentiellement le favoriser. Par exemple, les personnes les plus enclines à avoir le courage de lancer une nouvelle entreprise sont celles qui surévalue le plus leurs capacités par rapport à celles des concurrents potentiels. De plus, si les électeurs considèrent que les dirigeants politiques les plus confiants sont les plus crédibles, alors les candidats comprennent qu'ils doivent exprimer davantage de confiance en soi que leurs adversaires pour remporter les élections.
L'excès de confiance peut être bénéfique pour l'estime de soi et pour donner à une personne la volonté de réussir dans ses objectifs. Croire en soi-même peut simplement inciter quelqu'un à aller plus loin dans ses efforts que ceux qui n'ont pas cette confiance en eux.
Daniel Kahneman et le chercheur en psychologie Gary Klein soulignent également comment l'excès de confiance peut affecter la capacité des experts. Malgré leur expertise dans un domaine donné, de simples heuristiques développées par des personnes non spécialisées mais intelligentes peuvent les surpasser. Les véritables intuitions d'experts sont acquises grâce à un apprentissage basé sur des retours fréquents, rapides et de haute qualité sur la qualité de leurs jugements passés. Malheureusement, peu de professionnels bénéficient d'une telle rétroaction régulière. Daniel Kahneman, Olivier Sibony et Cass Sunstein appellent « experts d'estime » ceux qui possèdent une connaissance approfondie d'un sujet sans pour autant bénéficier de ce type d'expertise basée sur les retours. Cependant, dans certains cas, les modèles statistiques tels que les moindres carrés ordinaires (MCO) peuvent surpasser les simples heuristiques lorsqu'il y a une quantité limitée de données disponibles. En revanche, avec un grand volume de données, l'intelligence artificielle dépasse régulièrement les performances des MCO. Ces observations soulignent les limites de la confiance excessive des experts et l'importance de la remise en question et de l'apprentissage continu pour améliorer les jugements.

## Les différences individuelles
Des degrés très élevés d'évaluations fondamentales de soi, qui sont basées sur des traits de personnalité stables tels que l'internalité, la névrose, l'efficacité personnelle et l'estime de soi peuvent contribuer à l'excès de confiance. Les individus aux autoévaluations fondamentales élevées ont tendance à avoir une perception positive d'eux-mêmes et à être confiants dans leurs propres capacités. Cependant, lorsque ces autoévaluations fondamentales atteignent des degrés extrêmement élevés, cela peut amener une personne à être plus confiante qu'elle ne le devrait réellement.

## Catastrophes
- Catastrophe de Tchernobyl
- Naufrage du Titanic
- Accident de la navette spatiale Challenger
- Accident de la navette spatiale Columbia
- Explosion de Deepwater Horizon